# 데이지 휠 프린터

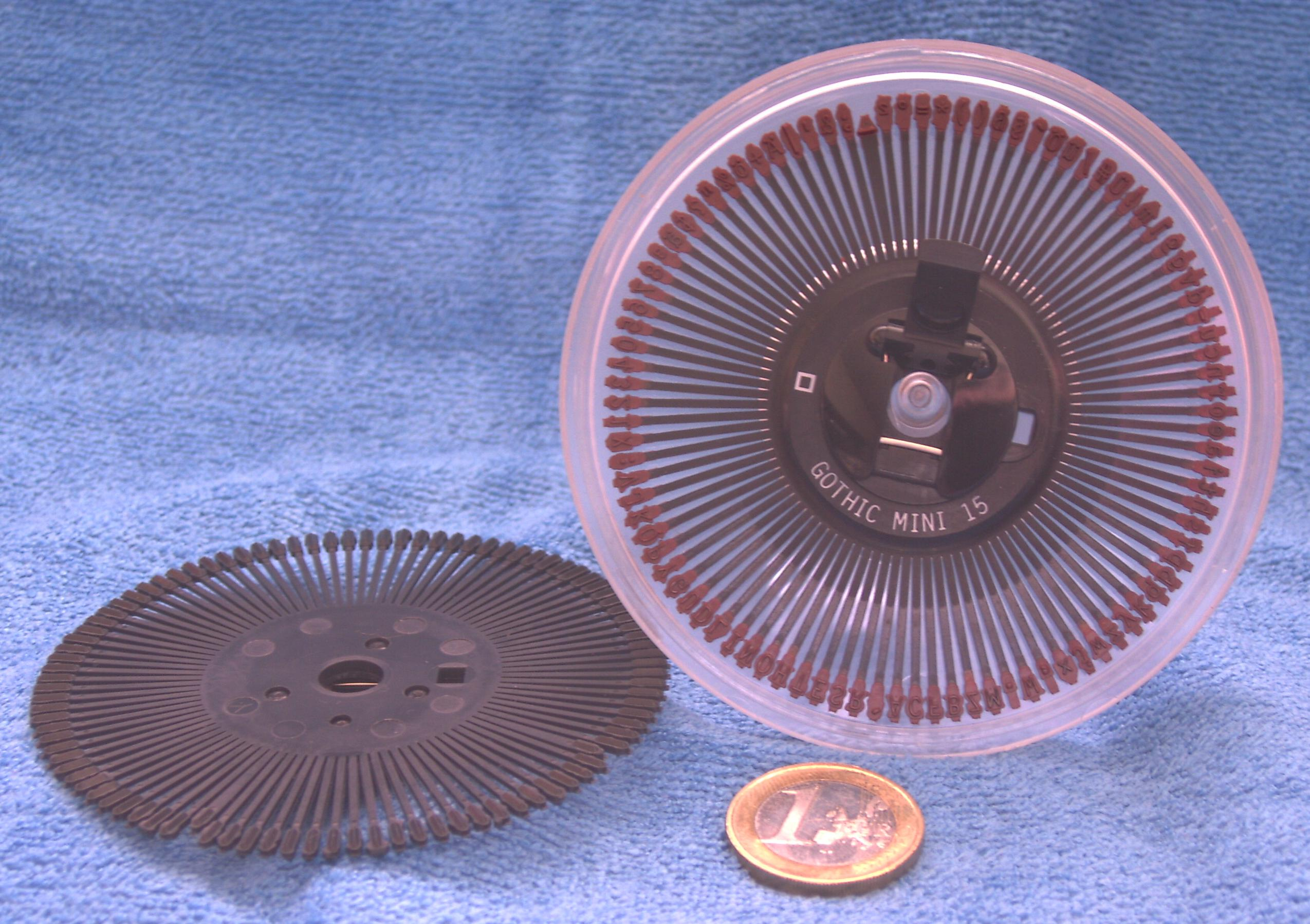
데이지 휠

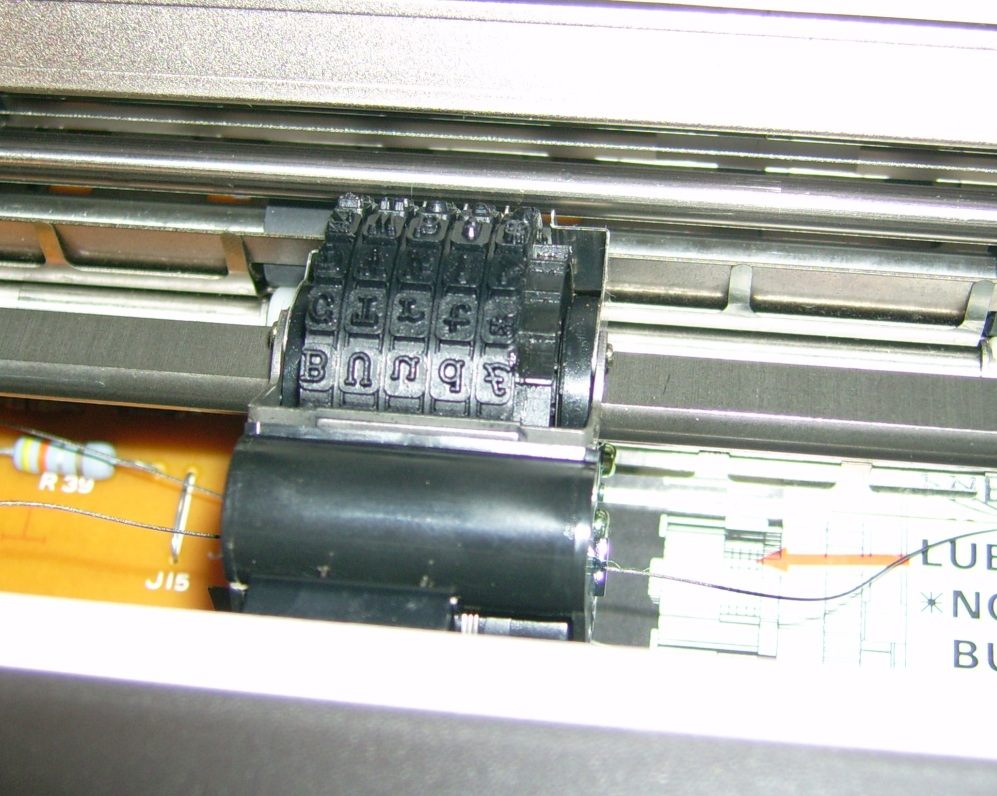
고무 도장 방식의 아타리 1027 데이지 휠 프린터

데이지 휠 프린터(daisy wheel printer)는 고품질의 선명한 활자를 출력할 수 있는 충격식 프린터의 한 종류이다. 1970년에 앤드루 가버 박사가 발명한 기술이다. 비슷한 방식을 사용하는 데이지 휠 타자기도 존재하며 현재까지도 사용되고 있다.
이 방식의 프린터는 ‘데이지 휠’이라고 불리는 활자 뭉치를 사용한다. 데이지 휠은 회전판에 인쇄용 글꼴이 양각으로 새겨진 막대가 방사형으로 달려 있는 활자 뭉치를 말한다. “데이지 휠”이라는 이름은 이 활자 뭉치가 데이지 꽃과 비슷한 모습이기 때문에 붙었다. 출력할 위치에 데이지 휠을 회전하여 필요한 글자 막대를 위치시키고 작은 망치로 그 막대를 때려 종이와 막대 사이에 놓인 탄소 리본으로 글자를 찍어낸다. 글자마다 하나씩의 막대에 새겨져야 하기 때문에, 한글과 같이 모아쓰기를 하는 글자나 한자처럼 글자의 개수가 많은 경우에는 적용하기가 어려운 방식이다.
1980년대에 널리 사용되었으나, 비록 글자 인쇄 품질은 데이지 휠 프린터에 미치지 못하지만, 그림이나 다른 글꼴을 출력할 수 있다는 장점을 가진 도트 매트릭스 프린터에 밀려나게 되었다. 이후로 레이저 프린터와 잉크젯 프린터가 발전하면서, 현재는 타자기 또는 특수한 분야를 제외하고는 데이지 휠 프린터는 사용되지 않고 있다.

## 같이 보기
- 프린터
- 도트 매트릭스 프린터
- 잉크젯 프린터
- 레이저 프린터
- 전사 프린터
- 타자기